# TIR (album)
T.I.R. è il terzo album di Loredana Bertè, pubblicato nel 1978 su etichetta CGD.

## Descrizione
Il lavoro è stato prodotto da Mario Lavezzi, che ne ha anche curato gli arrangiamenti insieme a Vince Tempera; Oscar Avogadro, Daniele Pace e lo stesso Lavezzi, collaboratori storici della Bertè, sono gli autori della maggior parte dei brani. Fausto Leali firma la musica di Sono donna (su testo di Milena Cantù con lo pseudonimo Mamared, all'epoca sua moglie) e interviene con Mario Lavezzi in un'originale rilettura della battistiana Le tre verità. Leali partecipa, inoltre, ai cori con Mia Martini, Milena Cantù e lo stesso Lavezzi. Il disco venne registrato nella sala Idea V degli studi Idea Recording della CGD a Milano da Franco Santamaria e Samuele Baracchetti, e venne pubblicato nel gennaio 1978.
L'album, che non si discosta molto da quello precedente, è una sintesi del percorso musicale finora intrapreso dalla Bertè. C'è il filone femminista e provocatorio insieme di brani come Sono donna, Baby e Uomini, in cui l'emancipazione femminile si scontra con la famiglia come istituzione e con l'altro sesso; c'è lo stile "urlato" di Grida e Ricominciare (pubblicati rispettivamente come facciate A e B del nuovo singolo); c'è anche l'interpretazione sofferta e introspettiva di Amico giorno e altri brani più convenzionali, come Domani domani e Uomo nuovo, con cui riprende le tematiche legate al rapporto di coppia, alla solitudine, ecc..
I brani Fiabe e Anima vai, pubblicati su singolo nei mesi precedenti (Fiabe fu molto trasmessa dalle radio), non sono inclusi nell'album. Fiabe, per la parte musicale, è stata sfruttata con un nuovo testo e un nuovo arrangiamento per il lento finale del disco (Foglia), con un testo e un'interpretazione che non hanno nulla a che vedere col brano originale.
L'album fu promosso anche attraverso uno speciale girato dalla RAI, dal titolo Un viaggio in TIR; lo stesso anno, la Bertè ritirò il premio Vota la voce come "Rivelazione dell'anno".

## Ristampe
T.I.R. è stato ristampato nel 1997 su CD (CGD East West 3984 21379-2) e di nuovo nel 2016 in una versione rimasterizzata.
Il 30 aprile 2021 in occasione della "70Bertè Vinyl Collection" è stato ristampato in vinile in una versione inedita da collezione: LP 180 GR. Limited Edition Crystal Clear Vinyl (1000 pz. limited).
L'11 novembre 2022 in occasione dell'uscita del full box "Loredana Bertè Reloaded 1974 to 1983" (contenente tutti gli album del periodo CGD) T.I.R. venne ristampato per la seconda volta su CD. In esclusiva sono presenti come tracce bonus i due brani del 45 giri Fiabe/Anima vai.

## Copertina
La foto di copertina, opera di Mauro Balletti, è un primo piano in bianco e nero del fondoschiena della Berté, vestito con un paio di succinti hot pants in jeans (abbigliamento che caratterizzò la cantante durante la promozione dell'album) e parzialmente coperto da un chiodo in pelle nera; è considerata un omaggio alla copertina di Sticky Fingers dei Rolling Stones. Sullo sfondo si vede un camion con la scritta T.I.R. in evidenza su fondo blu e il nome della cantante scritto con vernice spray.

## Tracce
1. Sono donna – 3:50 (testo: Mamared – musica: Fausto Leali)
2. Amico giorno – 4:50 (testo: Oscar Avogadro, Daniele Pace – musica: Mario Lavezzi)
3. Baby – 2:46 (testo: Oscar Avogadro, Daniele Pace – musica: Arturo Zitelli)
4. Grida – 4:02 (testo: Oscar Avogadro, Daniele Pace – musica: Gilberto Sebastianelli)
5. Uomini – 2:50 (testo: Oscar Avogadro, Daniele Pace – musica: Mario Lavezzi)
6. Le tre verità – 4:17 (testo: Mogol – musica: Lucio Battisti) – Cover di Lucio Battisti
7. Domani, domani – 3:22 (testo: Claudio Daiano – musica: Zeronero)
8. Uomo nuovo – 3:45 (testo: Oscar Avogadro, Daniele Pace – musica: Carmelo Carucci)
9. Ricominciare – 3:00 (testo: Oscar Avogadro, Daniele Pace – musica: Mario Lavezzi)
10. Foglia (fiabe) – 3:53 (testo: Oscar Avogadro, Daniele Pace – musica: Mario Lavezzi)

## Crediti
- Mario Lavezzi e Vince Tempera - arrangiamenti
- Loredana Bertè – voce, cori
- Massimo Luca – chitarra
- Stefano Cerri – basso
- Stefano Pulga – tastiera
- Mario Lavezzi – chitarra, cori
- Walter Calloni – batteria
- Gianni Dall'Aglio – batteria (traccia 6)
- Mauro Spina – batteria (tracce 2 e 8)
- Mia Martini, Milena Cantù, Fausto Leali, Mario Lavezzi, Loredana Bertè – cori
- Franco Santamaria, Samuele Baracchetti - tecnici del suono
- Luciano Tallarini, Mirko Giardini - realizzazione grafica
- Mauro Balletti - fotografie